# Necturus
Necturus är ett släkte av groddjur som ingår i familjen olmar.
Arterna förekommer i östra Nordamerika i avrinningsområden med anslut till Atlanten eller Mexikanska golfen.
Liksom andra olmar lever släktets arter under hela livet i vattnet. Även de vuxna individerna liknar grodynglen med gälar. Gälarna är ordnade i tre par, yviga och rödaktiga. Vuxna individer har dessutom lungor.
Individerna har en brun, rödbrun eller gråaktig grundfärg på ovansidan. Hos några arter är mer eller mindre stora svarta eller sällan rödbruna punkter fördelade över grundfärgen. Undersidans färg varierar beroende på art mellan ljusblå, ljusgul och vit. Ibland är undersidan marmorerad. Längden varierar mellan 14 cm för Necturus punctatus (genomsnittslängden) och upp till 43 cm för amerikansk olm.
Arter enligt Catalogue of Life:
- Necturus alabamensis
- Necturus beyeri
- Necturus lewisi
- Necturus maculosus
- Necturus punctatus

Amphibian Species of the World listar ytterligare två arter:
- Necturus lodingi
- Necturus louisianensis